# 阿拉斯加署
阿拉斯加署（英語：Department of Alaska），指1867年美国购买阿拉斯加后至1884年阿拉斯加特区成立之前的阿拉斯加政府。在阿拉斯加署时期，阿拉斯加先后由美国陆军（1877年），美国财政部（1877年至1879年），美国海军（1879年至1884年）管辖。
1884年，设立阿拉斯加特区。